# Yasuyo Yamasaki
Pour les articles homonymes, voir Yamasaki.
Le colonel Yasuyo Yamasaki (山崎 保代, Yamasaki Yasuyo, parfois transcrit en Yamazaki) est un militaire japonais né le 17 octobre 1891 et mort le 29 mai 1943 sur l'île d'Attu en Alaska. Il commandait les troupes japonaises durant la campagne des îles Aléoutiennes.

## Biographie
Yasuyo Yamasaki naît en 1891 à Kasei (ja), dans le district de Minamitsuru, devenu en 1954 partie de la ville de Tsuru.
Promu colonel en mars 1940, Yamasaki assuma le commandement du 130e régiment d'infanterie.
En février 1943, Yamasaki devint le commandant de la 2e force du district de défense de la mer du Nord, la troupe qui envahit les îles Aléoutiennes. Il arriva sur l'île d'Attu en sous-marin en avril 1943. Il avait ordre de tenir l'île sans aide extérieure.
Très vite, les Américains attaquèrent pour reprendre le contrôle de l'île. La bataille qui s'ensuivit (la bataille d'Attu) fut l'une des plus sanglantes de la guerre du Pacifique, similairement aux batailles d'Iwo Jima d'Okinawa.
Le 29 mai, le reste des troupes japonaises attaquèrent subitement dans l'une des plus importantes charges suicides (ce qu'on appelle les charges banzai) de la campagne du Pacifique. La charge fut menée par Yamasaki en personne, qui fut tué plus tard dans la journée, l'épée à la main, dans l'assaut de Engineer Hill. Cette attaque enfonça les lignes américaines si loin qu'elle rencontra les unités d'arrière-garde. Après de très intenses combats, souvent au corps à corps, presque tous les Japonais furent tués, sur 2 900 soldats il n'y eut que 29 prisonniers dont aucun officier. Les Américains enterrèrent les cadavres dans 2 351 tombes, et on présume que les centaines de disparus avaient été ensevelis par les bombardements.